# Grantia
Grantia is een geslacht van sponsdieren uit de klasse van de Calcarea (kalksponzen).

## Soorten
- Grantia aculeata Urban, 1908
- Grantia arctica (Haeckel, 1872)
- Grantia atlantica Ridley, 1881
- Grantia beringiana Hozawa, 1918
- Grantia canadensis Lambe, 1896
- Grantia capillosa (Schmidt, 1862)
- Grantia comoxensis Lambe, 1893
- Grantia compressa (Fabricius, 1780)
- Grantia cupula (Haeckel, 1872)
- Grantia extusarticulata (Carter, 1886)
- Grantia fistulata Carter, 1886
- Grantia foliacea Breitfuss, 1898
- Grantia genuina Row & Hozawa, 1931
- Grantia glabra Hozawa, 1933
- Grantia harai Hozawa, 1929
- Grantia hirsuta (Topsent, 1907)
- Grantia indica Dendy, 1913
- Grantia infrequens (Carter, 1886)
- Grantia intermedia Thacker, 1908
- Grantia invenusta Lambe, 1900
- Grantia kempfi Borojevic & Peixinho, 1976
- Grantia kujiensis Hozawa, 1933
- Grantia laevigata (Haeckel, 1872)
- Grantia mexico Hôzawa, 1940
- Grantia mirabilis (Fristedt, 1887)
- Grantia monstruosa Breitfuss, 1898
- Grantia nipponica Hozawa, 1918
- Grantia phillipsi Lambe, 1900
- Grantia primitiva Brøndsted, 1927
- Grantia ramulosa Dendy, 1924
- Grantia scottia (Jenkin, 1908)
- Grantia singularis (Breitfuss, 1898)
- Grantia socialis Borojevic, 1967
- Grantia strobilus (Haeckel, 1872)
- Grantia stylata Hozawa, 1929
- Grantia tenuis Urban, 1908
- Grantia transgrediens Brøndsted, 1931
- Grantia tuberosa Poléjaeff, 1883
- Grantia uchidai Hozawa & Tanita, 1941
- Grantia vosmaeri Dendy, 1893
- Grantia waguensis (Hozawa, 1940)